# Suten-dódzsi

Suten-dódzsi (酒呑童子; Hepburn: Ōni-hime / Shuten-dōji?) egy mitikus oni vezér Japán mitológiában. Őt, mint Tamamo-no-Maét, és Sutoku császárt tartják Japán Három Nagy Gonosz Jókaia (日本三大悪妖怪, Nihon san dai aku yōkai, Nihon szan daj aku jókai) egyikének. A legenda szerint a hős Minamotó no Raikó győzte le. Annak ellenére, hogy lefejezték, a démon levágott feje még ráharapott a hősre, akinek csak azért sikerült megmenekülnie a haláltól, mert több sisakot is viselt. 

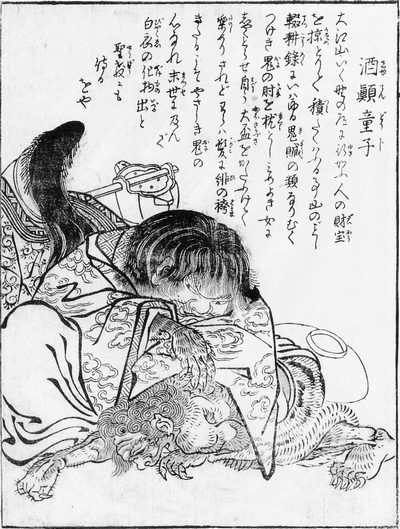
Torijama Sekien "Suten-dódzsi" (酒顚童子)

## Legendája
Suten-dódzsi nem oninak született. Onivá válásáról több történet is szól, de a legtöbbet emlegetett verzió azt mondja, hogy kezdetben egy fiú volt, aki több ezer éve született a mai Sigában vagy Tojamában. Édesanyja egyszerű ember, míg az apja a sárkány Jamata-no-Orocsi volt. Az, hogy hogyan lett a gyermekből démon történetről-történetre változik, de a legnépszerűbb változat szerint a következő történt: Fiatalon rendkívüli ésszel és erővel volt megáldva, ezért a közösség tagjai démonnak nézték, ami miatt elkerülték őt. Emiatt fokozatosan társaságkerülővé és másokat megvetővé vált. Hatéves korában saját anyja is magára hagyta. Árvaságra jutva a kiotói Hiei-hegy szerzetesei befogadták tanítványként, ahol hamar kiderült, hogy messze okosabb és erősebb volt a többi tanítványnál. Ennek következményeképpen elkezdte lazán venni a kiképzését, ezért sok vitába keveredett tanáraival. Ráadásul rászokott az ivásra is, ami tiltott volt a szerzetesek körében, azonban asztal alá tudott inni bárkit, aki hajlandó volt leülni és megmérkőzni vele. Az alkohol iránti szeretete miatt, a szerzetesek Suten-dódzsinak, azaz „kicsi részegnek” nevezték el.
Egyik este ünnepség volt a kolostorban, és Suten-dódzsi részegen jelent meg. Egy oni maszkot vett fel, és azzal tréfálgatta meg szerzetestársait, hogy az árnyékból kiugrálva a frászt hozta rájuk. Az este vége felé, miután kiszórakozta magát, megpróbálta levenni a maszkját, de hiába. Kiderült ugyanis, hogy a maszk egybeforrott a testével. Miután mesterei elüldözték, Suen-dódzsi a Kiotó melletti hegyekbe menekült, hogy soha többé ne kelljen emberek között lennie, akiket gyengéknek, ostobának és képmutatónak vélt. Sok éven keresztül Kiotó környékén, ételt és alkoholt lopva a környéken élő falusiaktól. Végül több helybéli zsivány és törvényen kívüli kezdett csatlakozni hozzá, akik hűséggel követték minden szavát.
Száműzetése alatt Suten-dódzsi tudása és hatalma nőttön-nőtt. Eltanult több tiltott sötét mágiát, amit megtanított az embereinek is. Találkozott egy másik démonnal Ibaraki-dódzsival(茨木童子), akit  helyettesévé tett. Az idő elteltével, Suten-dódzsi bandája is onivá változott, és végül sikerült összeverbuválnia egy onikból, és jókaikból álló klánt, terrorizálva a környék összes lakóját. Ő és bandája végül befészkelte magát egy sötét várba az Óe-hegyen, ahol a főváros elfoglalását, és az ország feletti uralom átvételét kezdte el szervezni.
Suten-dódzsi és serege kifosztotta Kiotót, elrabolva nemesi családok szűzlányait, vérüket elfogyasztva. Végül a Minamotó no Raikó által összeszervezett hősi csapat megostromolta Suten-dódzsi várát, egy méreg segítségével, amit az onik italába kevertek, és levágták Suten-dódzsi fejét. 
Mivel a fej egy onié volt, azt a város területén kívül, az Oinoszakai- hágóban temették el.